# Ansgar Gabrielsen
Ansgar Gabrielsen (født 21. maj 1955 i Mandal) er en tidligere norsk politiker, minister og borgmester (H). Han var borgmester i Lindesnes 1987–1993 og blev valgt til Stortinget fra Vest-Agder i 1993. Han var Industriminister 2001–2004 og Sundhedsminister 2004–2005. Gabrielsen gik ud af rigspolitikken i efteråret 2005, hvorefter han startede som selvstændig med egen konsulentvirkomshed i Oslo. I 2008 udgav han bogen Brev til en minister.
I 2005 blev han udnævnt til kommandør af St. Olavs Orden.

## Ekstern Henvisning
- Stortinget.no – Biografi